# CCTV-7
CCTV-7 est la septième chaîne de télévision nationale de la République populaire de Chine. Elle appartient au réseau de la Télévision centrale de Chine (en mandarin 中国中央电视台, en anglais CCTV pour China Central Television ), une société dépendante du Conseil d'État de la République populaire de Chine, l'une des principales instances gouvernementales du pays.
La septième chaîne de télévision chinoise est consacrée à des émissions thématiques ayant pour thème la vie rurale, l'éducation et les forces armées, c'est-à-dire l'Armée populaire de libération.